# 2016년 공화당 전당대회
2016년 공화당 전당대회(2016 Republican National Convention)는 2016년 미국 대통령 선거에서 미국 공화당 대의원들이 당의 대통령 및 부통령 후보자를 선출하는 전당대회로, 2016년 7월 18일부터 21일까지 오하이오주 클리블랜드에서의 퀴큰 론스 아레나(Quicken Loans Arena, 현 로키 모기지 필드하우스)에서 열렸다. 이 행사는 클리블랜드가 공화당 전당대회를 개최한 세 번째이자 1936년 이후 처음이었다. 당의 전국 티켓을 결정하는 것 외에도 대회에서는 당 강령을 비준했다.
공화당 전당대회에는 2,472명의 대의원이 참석했으며, 대통령 후보로 지명되기 위해서는 1,237명의 단순 과반수를 확보해야 했다. 이들 대의원 중 대부분은 2016년 공화당 대선 예비선거 결과에 따라 전당대회의 첫 번째 투표에 참여하게 되었다. 2016년 7월 19일 전당대회에서는 도널드 트럼프를 대통령으로, 마이크 펜스 인디애나 주지사를 부통령으로 공식 지명했다. 트럼프와 펜스는 계속해서 총선에서 힐러리 클린턴과 팀 케인의 민주당 후보를 물리치고 승리했다.

## 같이 보기
- 2016년 미국 대통령 선거
- 2016년 미국 대통령 선거 공화당 후보 경선
- 2016년 미국 대통령 선거 민주당 후보 경선